# Abessiv
Abessiv (latin abesse [ab‑esse], som utmärker frånvaro), eller privativ eller karitiv[källa behövs], är ett kasus i böjningen av substantiv som ursprungligen betecknar frånvaro eller avsaknad. Abessiv är vanligt i uraliska språk, australiska språk och turkiska språk[källa behövs].
I svenskan motsvaras abessivrelationen vanligtvis av att prepositionen ”utan” ställs framför det aktuella ordet.

## I standardfinska
Ett exempel på finsk abessiv är att raha betyder ”pengar”, och rahatta betyder ”utan pengar”. I substantiv i nutida standardfinska är abessiv dock ovanligt – ett marginellt kasus. Oftare används som i svenska ett ord som betyder ”utan”, ilman, följt av substantivet i partitivkasus – ilman rahaa. I finska verb är abessiv däremot produktivt. Den finska tredje infinitiven har en abessivform: lukematta (ei opi) – ”utan att läsa (lär man sig inte)”. Verbstammen är luke‑ och morfemet för tredje infinitiven är ‑ma‑.

## Annan betydelse i guugu yimithirr
I den grammatiska beskrivning som publicerats om guugu yimithirr betecknar abessiv ett annat kasus. I guugu yimithirr‑grammatik betecknar abessiv, med suffixet ‑ga, rörelse bort från en person, till exempel John Peterga gaday – ”John kom från Peter”.
Funktionen ”avsaknad” markeras i guugu yimithirr i stället med ett morfem som kallas privativ, men det är ovisst huruvida privativ i guugu yimithirr skall anses vara ett kasus eller är en avledning.

## Abessivändelser

### Substantiv
- Estniska: ‑ta
- Finska: ‑tta, ‑ttä
- Enaresamiska: ‑táá
- Skoltsamiska: ‑tää
- Ungerska: ‑tlan, ‑tlen, ‑atlan, ‑etlen, ‑talan, ‑telen

### Verb
- Estniska: ‑mata
- Finska: ‑matta, ‑mättä (varvid ‑ma‑ betecknar tredje infinitiven)
- Enaresamiska: ‑hánnáá, ‑hinnáá, ‑hennáá
- Skoltsamiska: ‑ǩâni